# Helictotrichon marginatum
Helictotrichon marginatum là một loài thực vật có hoa trong họ Hòa thảo. Loài này được (Lowe) Röser mô tả khoa học đầu tiên năm 1989.